# 派恩斯萊克 (新澤西州)
派恩斯萊克（英語：Pines Lake）是位於美國新澤西州巴賽克縣的普查規定居民點。

## 人口
根據2020年美國人口普查的數據，派恩斯萊克的面積為4.24平方千米，當中陸地面積為3.48平方千米，而水域面積為0.76平方千米。當地共有人口3033人，而人口密度為每平方千米715.33人。